# Барлекха (упазіла)
Барлекха́ (бенг. বড়লেখা, англ. Barlekha) — одна з 6 упазіл зіли Маулвібазар регіону Сілхет Бангладеш, розташована на північному сході зіли.
Населення — 230 800 осіб(2008; 200 674 в 1991).

## Адміністративний поділ
До складу упазіли входять 12 вардів:
| Зіла                 | Площа, км² | Населення, осіб (2008) |
| -------------------- | ---------- | ---------------------- |
| Барлекха             | -          | 35768                  |
| * Барлекха-Паурашава | -          | 23760                  |
| Барні                | -          | 13687                  |
| Дакшін-Дакшінбхагх   | -          | 25810                  |
| Дакшін-Шахабаджпур   | -          | 20522                  |
| Дашер-Базар          | -          | 16483                  |
| Нідж-Бахадурпур      | -          | 18970                  |
| Пасчім-Джурі         | -          | 18125                  |
| Пурба-Джурі          | -          | 15465                  |
| Суджанагар           | -          | 16099                  |
| Талімпур             | -          | 17401                  |
| Уттар-Дакшінбхаг     | -          | 13533                  |
| Уттар-Шахабаджпур    | -          | 18937                  |